# Вришакету
Вришакету (санскр. वृषकेतु, IAST: vṛṣaketu) — персонаж индийского эпоса «Махабхарата». Он был младшим сыном Карны. Он был единственным выжившим из детей Карны, так как он не участвовал в битве на Курукшетре из-за своего юного возраста. После того, как Арджуна узнал, что Карна был его братом, он взял Вришакету на обучение. Позже он отправился в царство Манипура с Арджуной и был убит Бабруваханой. В некоторых версиях эпоса Вришакету воскресил Кришна.

## Жизнь
Вришакету был младшим сыном Карны. Он единственный сын Карны, переживший войну, описанную в Махабхарате. Как только личность Карны была раскрыта, Пандавы взяли Вришакету под своё покровительство. Он был последним из смертных, кто знал о том, как использовать Дивьястрахи, в том числе Брахмастру и Варунастру. Говорят, что все Пандавы, особенно Арджуна, очень любили его. Арджуна научил его всем навыкам стрельбы из лука. Однажды Кришна попросил Вришакету сделать что-то, не уточняя, что. Вришакету сказал ему, что сделает для Кришны всё, что тот попросит; и Кришна попросил его никогда никого не учить использованию божественного оружия.
Пандавы отдали Вришакету царство Анга, где он оставался под покровительством Арджуны. Перед Ашвамедха-яджной он участвовал в нескольких войнах Арджуны против других царей. Вришакету был активным участником Ашвамедхи Юдхиштхиры. Во время похода он женился на дочери царя Яванаты. Позже во время завоевания и Вришакету, и Арджуна были убиты Бабруваханой, но Арджуна был оживлен Кришной с помощью Нагмани. В некоторых версиях Махабхараты Вришакету был также возрожден Кришной и стал царем Анги. До войны Пандавов и Кауравов королевство Анга было передано Карне Дурьодханой.